# Lange Gasse 8 (Quedlinburg)

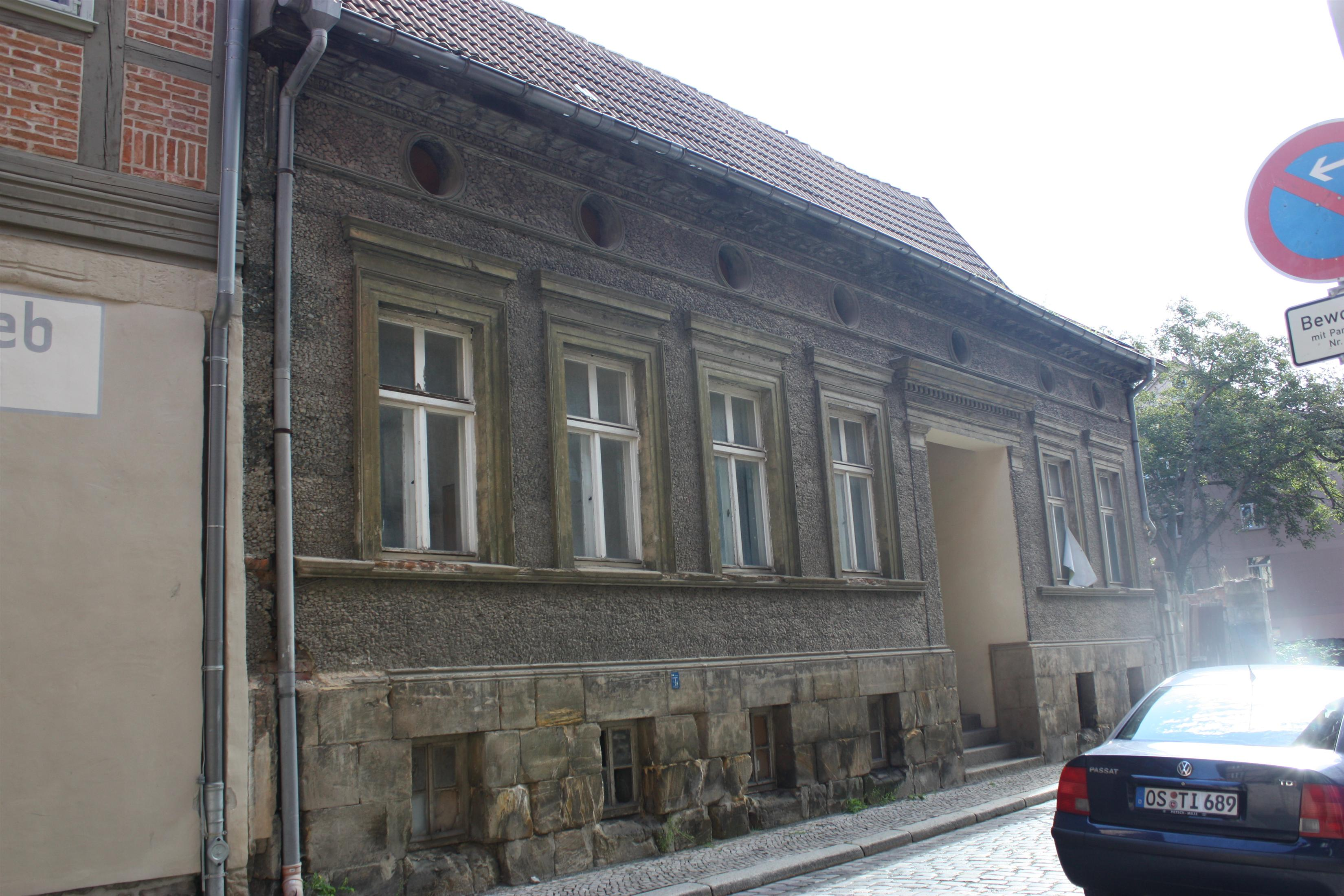
Haus Lange Gasse 8

Das Haus Lange Gasse 8 ist ein denkmalgeschütztes Gebäude in Quedlinburg in Sachsen-Anhalt.

## Lage
Das im Quedlinburger Denkmalverzeichnis als Wohnhaus eingetragene Gebäude befindet sich im Quedlinburger Stadtteil Westendorf. Es gehört zum UNESCO-Weltkulturerbe. Westlich grenzt das gleichfalls denkmalgeschützte Haus Lange Gasse 7 an.

## Architektur und Geschichte
Das eingeschossige Gebäude entstand in der Zeit um 1850 im Stil des Klassizismus in massiver Bauweise. Es steht auf einem Hausteinsockel. Sowohl Fenster als auch Gesimse sind mit einer profilierten Stuckleiste umrahmt. Die Wände sind mit einer Kieseloberfläche versehen.